# Robert Strauss
Ej att förväxla med politikern Robert Schwarz Strauss
Robert Strauss, född 8 november 1913 i New York, död där 20 februari 1975, var en amerikansk skådespelare.
Strauss debuterade på Broadway 1930, och filmdebuten skedde 1942. Han blev dock inte filmskådespelare på allvar förrän på 1950-talet då han hade biroller av olika slag i flera storfilmer. Han Oscar-nominerades för bästa manliga biroll i filmen Fångläger nr 17.

## Filmografi, urval
- 1953 – Fångläger nr 17
- 1954 – Broarna vid Toky-Ri
- 1955 – Flickan ovanpå
- 1955 – Mannen med den gyllene armen
- 1956 – Attack
- 1962 – Girls! Girls! Girls!
- 1963 – Skojare från Texas
- 1963 – Gift på halvtid
- 1965 – Mona McCluskey (TV-serie) (1965-1966)
- 1966 – Bewitched (TV-serie)
- 1971 – Dagmars heta trosor